# Parque nacional Goongarrie
El parque nacional Goongarrie es un parque nacional de Australia Occidental, situado a 592 km al este de Perth y a unos 94 km al norte de Kalgoorlie.
El parque formaba parte de la estación de Goongarrie, que fue adquirida por el gobierno estatal en 1995. La zona también incluye el pueblo abandonado de Goongarrie. El nombre proviene del cercano lago Gongarrie, de origen indígena australiano y significado desconocido.
La infraestructura del parque se mejoró en 2007 tras recibir 70.000 dólares de financiación del gobierno.
El parque está dominado por los bosques de la zona árida y está situado a lo largo de la línea de mulga-eucalipto. Las especies de acacia y eucalipto constituyen la mayor parte de la vegetación. El extremo sur del lago Marmion se encuentra en el extremo norte del parque, junto con muchos lagos salados más pequeños y salinas arcillosa.
Goongarrie es la zona de transición entre la región biogeográfica de Coolgardie y Murchison.